# Hjalmar Johansson (idrottsman)
För andra personer med namnet Hjalmar Johansson, se Hjalmar Johansson
Carl August Hjalmar Johansson, född 20 januari 1874 i Karlskrona, död 30 september 1957 i Huddinge, en svensk simmare, simhoppare och friidrottare. Han tävlade för Stockholms KK i simning och IK Atle i friidrott.
Johansson deltog vid OS i Athen 1906. Där kom han på 19:e plats i stående längdhopp. Han kom sexa på 100 meter frisim och sexa i varierande hopp. Han var även med i det svenska lagkapplaget på 4x250 meter frisim som kom femma (de andra var Harald Julin, Robert Andersson och Charles Norelius).
Vid OS i London 1908 vann han guld i varierande hopp och blev utslagen i försöken på 200 meter bröstsim med tiden 3.21,2.
Han var även med vid OS i Stockholm 1912, där tog han silvermedalj i raka hopp och kom fyra i varierande hopp. Johansson arbetade som sjukgymnast i San Francisco och återvände till Sverige några år före sin död.
Hjalmar Johansson är begravd på Skogskyrkogården i Stockholm.